# 劉類
刘类（?—?），河间国高阳（治今河北省高阳县东旧城）人，三国时曹魏官员。
刘类开始担任守寻阳令。曹芳嘉平年间，为弘农郡太守。刘类苛暴刻薄，对部下疑心重重、无礼无信。每派遣大吏出，总是再派出小吏跟在后面察看。白天常在墙壁间窥探，夜晚则派人检察诸曹，又派铃下及奴婢使其转相检验。刘类外出住在老百姓家。这家凉条狗追逐一头猪，头插到栅栏间，呼号很久。刘类以为小吏擅自饮食，不做调查，便劈头盖脸斥责五官掾孙弼。孙弼告知实情，刘类顾左右而言他。一个一百岁的百姓尹昌，想要拜见出行经过的刘类。尹昌的儿子扶尹昌在道左，刘类看见，呵斥他儿子：“用是死人，使来见我。”刘类不附民心，安东将军司马昭西征，弘农人告发刘类不称职，被召入京都为五官中郎将。